# Baxter-Neuropathie
Die Baxter-Neuropathie ist ein Kompressionssyndrom des Nervus calcaneus inferior an der Ferse, das zu einer chronischen schmerzhaften Nervenschädigung führen kann, einer Neuralgie. Beschrieben wurde diese Neuropathie eines Seitenastes des Nervus tibialis erstmals 1984 von Donald E. Baxter bei Läufern. Sie soll bei bis zu 20 % aller Patienten mit Fersenschmerzen vorliegen, oftmals begleitet von anderen Ursachen.

## Anatomie

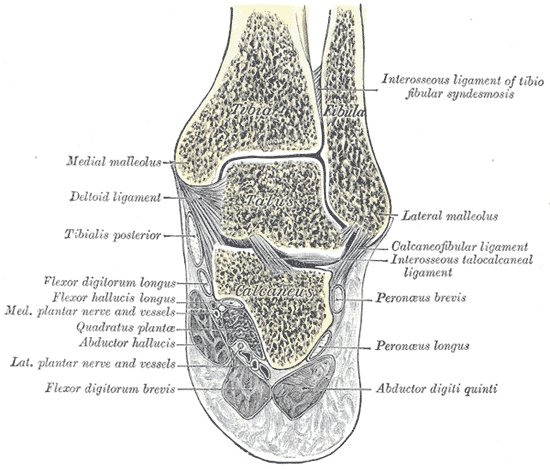
Schematischer Querschnitt des Rückfußes in der Frontalebene mit dem Nervus plantaris medialis („Med. plantar nerve“) medial des Fersenbeins; der Nervus calcaneus inferior ist leider nicht dargestellt.

Der Nervus calcaneus inferior ist der erste Ast des Nervus plantaris lateralis, der wiederum zusammen mit dem Nervus plantaris medialis aus dem Nervus tibialis hervorgeht. Im Englischen wird der Nerv gelegentlich auch „Baxter nerve“ genannt. Der Nervenabgang findet sich meist am innenseitigen (medialen) Rückfuß unter dem Sustentaculum tali des Fersenbeins. Im weiteren Verlauf zieht der Nerv in der Regel medial des Musculus quadratus plantae und seitlich (lateral) des Musculus abductor hallucis, den er innerviert, zur Fußsohle (plantarwärts). Danach schwenkt er nach lateral und verläuft unterhalb (plantarseitig) des Processus medialis des Fersenbeins und oberhalb (dorsal) des Musculus flexor digitorum brevis weiter zur Fußaußenseite hin, wo er in der Regel noch den Musculus abductor digiti minimi innerviert.
In den allermeisten Fällen zweigt der Nervus calcaneus inferior vom Nervus plantaris lateralis ab, in 10 % bildet er einen eigenständigen Ast des Nervus tibialis. Andere Varianten sind sehr selten.
Motorisch innerviert er in der Regel sowohl den Musculus abductor hallucis als auch den Musculus abductor digiti minimi. Bei einigen Varianten versorgt der Nerv auch den Musculus quadratus plantae, der ansonsten meist vom Nervus plantaris lateralis direkt innverviert wird, beziehungsweise den Musculus flexor digitorum brevis, der in der Regel vom Nervus plantaris medialis innerviert wird.
Das sensible Innervationsgebiet des Nerven umfasst das mediale Periost des Processus medialis des Fersenbeins, die Plantarfaszie und die Haut an der Fußsohle im Fersen- und Mittelfußbereich sowie am Innenknöchel.
Die Nervenkompression tritt bevorzugt an zwei Stellen auf: zum einen im Verlauf zwischen dem Musculus abductor hallucis und dem Musculus quadratus plantae, zum anderen unterhalb des Processus medialis des Fersenbeins, wo sich der Ansatz der Plantarfaszie befindet. Eine länger anhaltende Kompression kann zur Atrophie der versorgten Muskeln führen. Bei der erstgenannten Stelle können davon der Musculus abductor hallucis und der Musculus abductor digiti minimi betroffen sein, bei der zweitgenannten, weiter distal gelegenen nur letzterer.
Im Unterschied zur Baxter-Neuropathie findet sich beim (hinteren) Tarsaltunnelsyndrom eine Einklemmung des Nervus tibialis im Bereich des Retinaculums hinter dem Innenknöchel, bevor dieser sich in die beiden Plantarnerven aufspaltet, teilweise auch in Höhe der Aufzweigung. Das hintere Tarsaltunnelsyndrom wurde bereits in den 1970er Jahren als Jogger’s foot bezeichnet. Doch auch Engpass-Syndrome des Baxter-Nervs oder des Nervus plantaris medialis treten gehäuft bei Mittel- und Langstreckenläufern auf und werden gelegentlich ebenfalls als „Läuferfuß“ bezeichnet.

## Ursachen
Das Kompressionssyndrom wird durch eine Einengung des Nerven hervorgerufen. Diese kann als idiopathische ohne äußeren Anlass oder andere Erklärung auftreten. Viel häufiger aber liegt der Kompression eine Veränderung in der Nachbarschaft des Nerven zugrunde. Insbesondere der sogenannte „Fersensporn“, die Plantarfasziitis kann auf den Nerven drücken. Auch bei einer vermehrten Pronation des Fußes oder Hypermobilität des Fußes kann es zu einem Druck auf den Nerven kommen; dies tritt besonders bei Mittel- bis Langstreckenläufern auf.
Außerdem können knöcherne Veränderungen oder Varianten zu einem erhöhten Druck führen, wie auch ein Stressbruch des Fersenbeins. Selten ist ein zusätzlicher (akzessorischer) Muskel angelegt, der den Nerv einengt. Als Ursache sind ebenso Gelenkveränderungen, besonders Entzündungen des unteren Sprunggelenks  möglich. Der Nerv zieht nahe am Sustenataculum tali und der dort befindlichen medialen Gelenkfacette des talocalcanealen (subtalaren) Gelenks vorbei. Auch Übergewicht kann zu einer Kompression führen.

## Symptome
Die Symptome der Baxter-Neuropathie sind recht unspezifisch. Vor allem Schmerzen unter der Ferse im Bereich des Ansatzes der Plantarfaszie und innenseitig unter dem Längsgewölbe sowie Parästhesien (Missempfindungen) sind wichtige Hinweise. Solche Parästhesien werden oft ähnlich lokalisiert: innenseitig unter dem Längsgewölbe auftretend und zum Innenknöchel ziehend, ebenso unter der Ferse mit Ausstrahlung zur Fußaußenseite. Parästhesien und Schmerzen sind in der Regel belastungsabhängig und treten bei Sportlern manchmal erst im Laufe des Rennens auf. Parästhesien bestehen hingegen bei einer Plantarfasziitis nicht, die aber daneben auch vorliegen kann. Schmerzen und Parästhesien können auch morgens mit den ersten Schritten oder beim Aufstehen nach längerem Sitzen auftreten („Anlaufschmerz“).
Bei der Palpation werden Schmerzen im Bereich des Ansatzes der Plantarfaszie empfunden, ähnlich wie bei einer Plantarfasziitis, jedoch eventuell zusätzlich Parästhesien. Eine verminderte Kraft bei der Abduktion des kleinen Zehs lässt sich nur selten und schwierig feststellen, da diese Bewegung nicht immer selektiv untersucht werden kann. Auch eine Schwäche des Abduktors der Großzehe ist bei der Untersuchung schwer feststellbar, da auch diese Muskelfunktion nicht hinreichend selektiv getestet werden kann. Bei einer Nerveneinklemmung des Nervus plantaris medialis liegt die Empfindungsstörung unter dem Längsgewölbe und strahlt zur Innenseite vom Mittel- und Vorfuß sowie typischerweise fußsohlenseitig (plantar) zur Großzehe aus.

## Diagnostik
Auf Röntgenaufnahmen kann die Baxter-Neuropathie nicht erkannt werden, aber eventuell ein Knick-, Senk- oder Plattfuß als Risikofaktor sowie selten knöcherne Veränderungen oder Anomalien sowie eine Arthrose. Die Arthrose des unteren Sprunggelenks lässt sich aber besser in der Computertomographie erkennen. Auch ein Fersensporn fällt im Röntgenbild auf.
Im Ultraschall kann eine Plantarfasziitis beschrieben werden, aber der Nerv lässt sich kaum visualisieren, da er einen kleinen Durchmesser hat und tief liegt.
Mit der Elektromyographie (EMG) kann die Denervierung der betroffenen Muskeln dokumentiert werden.
Als Standard zur Diagnosestellung gilt die Kernspintomographie. Hiermit kann die Kompression und deren mögliche Ursache dargestellt werden, wenngleich auch nicht immer eindeutig und reproduzierbar. Darüber hinaus zeigen die betroffenen Muskeln in der Akutphase in der fettsupprimierten T2-Wichtung ein hyperintenses neurogenes Muskelödem, in der chronischen Phase in der nicht fettsupprimierten T1-Wichtung ein hyperintenses Fettvakat, wobei das Muskelgewebe durch Fettgewebe ersetzt ist. Mit der Kernspintomographie lässt sich auch ein seltenes Neurom ausschließen.

## Therapie
Als konservative Therapie können Entzündungshemmer verabreicht werden, ebenso sind Physiotherapie und Einlagen zur Unterstützung des Längsgewölbes hilfreich, wie auch weiche dicke Schuhsohlen zur Dämpfung, besonders bei Läufern. Darüber hinaus kann eine Cortison-Injektion zur Entzündungshemmung erfolgreich sein.
Liegt eine andere Ursache vor, so ist primär diese zu behandeln.
Nur selten und nach erfolgloser konservativer Therapie wird eine operative Therapie erwogen werden, im Sinne einer Neurolyse zur Öffnung der Engstelle. Hierfür wird wegen der anatomischen Lage in der Regel ein operativer Zugang von Seiten der Fußsohle her gewählt. Damit verbunden ist das Risiko einer schmerzhaften Narbenbildung unter der Fußsohle.
Liegt eine anatomische Variante vor, eine knöcherne oder ein akzessorischer Muskel, kann eine operative Neurolyse eher angezeigt sein.
Baxter beschrieb 1992 bei 54 Patienten mit chronischen Fersenschmerzen und vorausgegangener mindestens halbjährlicher konservativer Behandlung den Verlauf nach ein- oder beidseitiger operativer Freilegung des Nervus calcaneus inferior. Mit der Neurolyse wurden bei den insgesamt 69 operierten Fersen in 89 % gute bis sehr gute Ergebnisse erreicht, und 83 % waren nach einer Beobachtungsdauer von im Mittel 49 Monaten noch schmerzfrei.